# Ester Ellqvist

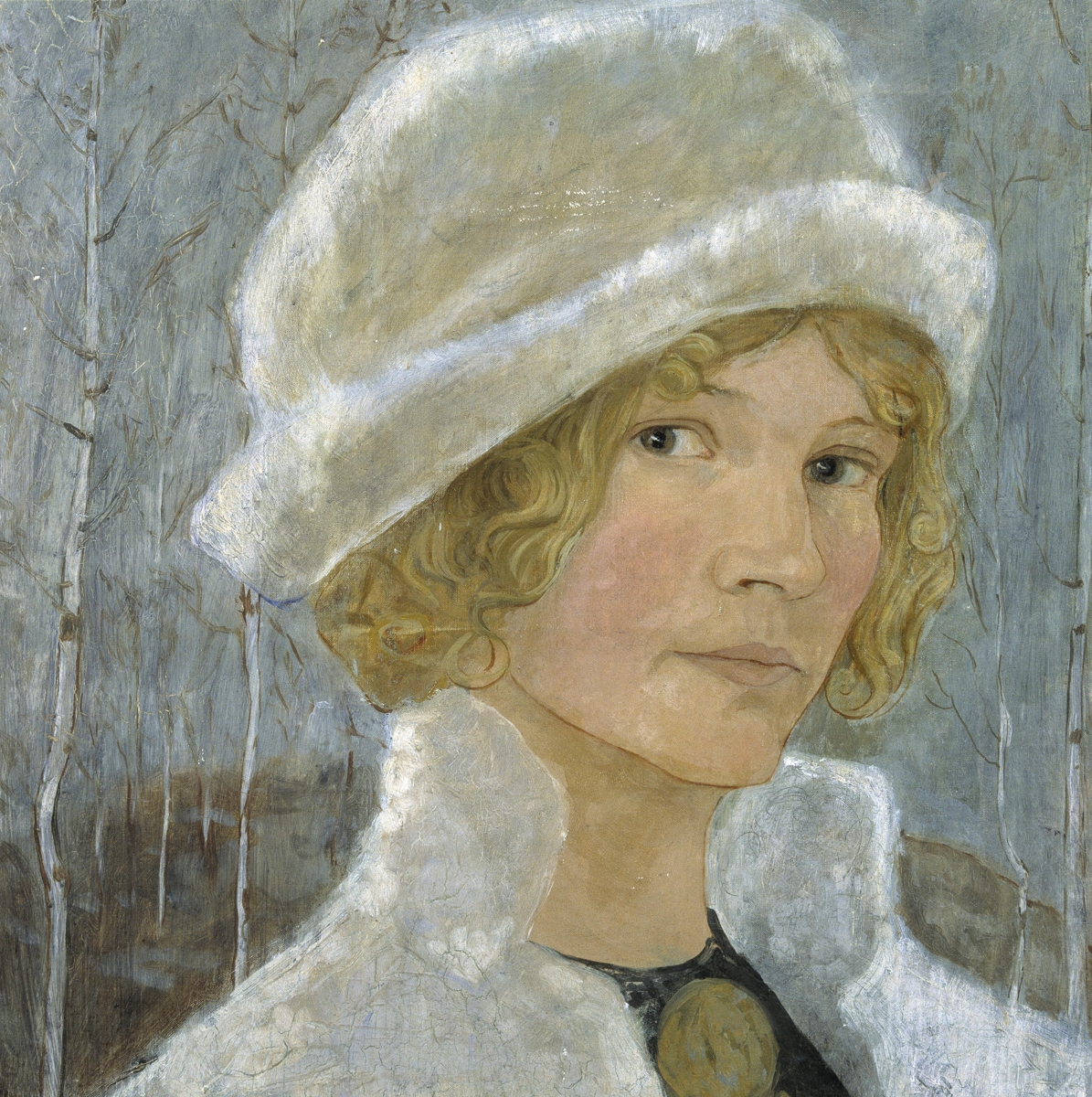
Selbstporträt, 1910

Ruth Ester Elisabeth Ellqvist (* 4. Oktober 1880 in Ausås; † 20. November 1918 auf dem Vättern) war eine schwedische Malerin.

## Leben

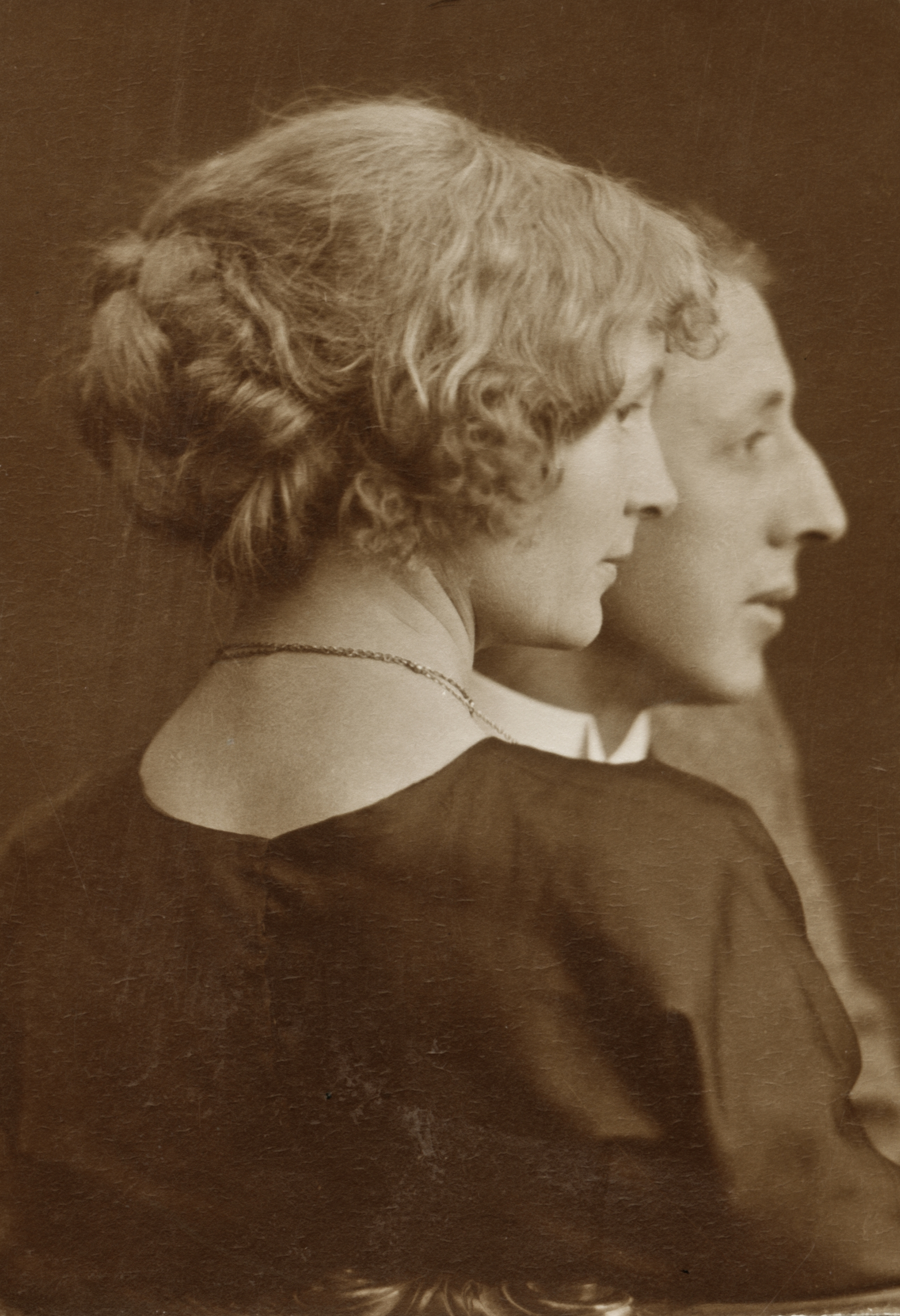
Ester Ellqvist und John Bauer

Ester Ellqvist wurde am 4. Oktober 1880 in Ausås geboren. Ihr Vater war der Schullehrer Karl Kristersson Ellqvist. Ellqvist studierte Ende der 1890er Jahre an der Technischen Schule in Stockholm und zwischen 1900 und 1905 an der Kunstakademie bei Arborelius. Sie galt als eine hochtalentierte Künstlerin. Gleichzeitig studierte sie Radierung an der Radierschule von Tallberg. In der Kunstakademie lernte sie John Bauer kennen und sie heirateten am 18. Dezember 1906 in Gränna. Nach der Hochzeit unterbrach Ellqvist-Bauer widerwillig ihre Ausbildung, da es für Frauen zu der Zeit nicht üblich war, weiterzuarbeiten.
John Bauer liebte es, im Wald zu leben und wollte, dass sie dort, in einer kleinen Hütte wohnten. Aber es war eine Katastrophe für Ester Ellqvist-Bauer, die eine soziale und gesellige Person war, gerne den Kontakt zu ihren Freunden in Stockholm halten wollte, aber Angst vor all den Geräuschen und Kreaturen des Waldes hatte. Ellqvist-Bauer zog zurück nach Stockholm zu den Freunden der dortigen Künstlervereinigungen. Beide waren mit der Situation unzufrieden.

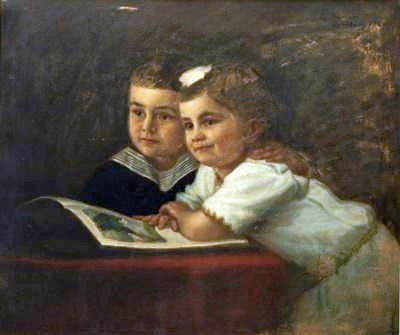
Kinderdoppelbildnis, 1918

Gemeinsam unternahmen sie von 1908 bis 1910 eine zweijährige Reise nach Deutschland und Italien, um Kunst zu studieren. Esther Ellqvist-Bauer war für viele der Figuren, die John Bauer malte, das Modell. Besonders bekannt ist Die Feenprinzessin von 1905. 1915 wurde der gemeinsame Sohn Bengt geboren. Bauer litt sein Leben lang unter Depressionen und Selbstzweifeln. Im Jahr 1918 diskutierten sie über die Scheidung ihrer Ehe, doch sie wollten es zunächst in Stockholm noch einmal versuchen, sich dort ein neues Leben aufbauen und in einem Haus an einem großen Wald leben, sodass beide sich wohlfühlen konnten. Da es kurz zuvor ein Zugunglück gegeben hatte, buchte Bauer für sich und die Familie eine Fahrt mit der Fähre. Der Dampfer Per Brahe ging am 20. November 1918 auf dem Vättern in einem Sturm unter, da die Ladung nicht ordentlich gesichert gewesen war und Esther Ellqvist-Bauer starb mit ihrem Mann und dem dreijährigen Sohn Bengt, sowie etwa 20 weiteren Personen, bei dem Unglück.